# David Stevenson (historien)
Pour les articles homonymes, voir Stevenson et David Stevenson.
David Stevenson (né en 1954) est un historien britannique.
Stevenson est spécialiste de la Première Guerre mondiale. Il est professeur à la London School of Economics.

## Œuvres
- French War Aims against Germany, 1914-1919, 1982 (Oxford University Press)
- The First World War and International Politics, 1988 (Oxford University Press)
- Armaments and the Coming of War: Europe, 1904-1914, 1996 (Oxford University Press)
- The Outbreak of the First World War: 1914 in Perspective, 1997 (Macmillan)
- 1914-1918: the History of the First World War, 2004 (Penguin Press)